# Pauliprincipen
Pauliprincipen, eller Paulis uteslutningsprincip, innebär att vågfunktionen för ett system av fermioner (ourskiljbara partiklar med halvtaligt spinn) måste vara antisymmetrisk under byte av två av de ingående partiklarna. Detta leder till att två fermioner inte kan vara i samma kvanttillstånd samtidigt, eller med andra ord ha samma uppsättning kvanttal.
Den är viktig inom fysiken eftersom den bestämmer villkor för de partiklar som bygger upp all materia: elektronen, protonen och neutronen. 
Principen formulerades av Wolfgang Pauli 1925, och är grunden för många viktiga egenskaper hos materien, från storskalig stabilitet till egenskaperna hos det periodiska systemet, där den bestämmer antalet elektroner i varje elektronskal, och därmed grundämnenas kemiska egenskaper.
Bosonerna, som är den andra typen av partiklar och som bland annat innefattar de kraftförmedlande partiklarna, som till exempel fotoner, omfattas inte av Paulis uteslutningsprincip.